# Матильдівка
Матильдівка — село Бородінської селищної громади, у Болградському районі Одеської області України. Населення становить 252 осіб.

## Історія
12 червня 2020 року, відповідно до Розпорядження Кабінету Міністрів України від № 724-р «Про визначення адміністративних центрів та затвердження територій територіальних громад Одеської області», увійшло до складу Бородінської селищної територіальної громади.
19 липня 2020 року, в результаті адміністративно-територіальної реформи і ліквідації Тарутинського району, село увійшло до складу новоутвореного Болградського району.

## Перейменування
Указом Президії Верховної Ради УРСР від 14.11.1945 перейменували село Сарацика Бородінського району Ізмаїльської області на село Жовтневе і Сарацикську сільраду назвали Жовтневою.
Село внесено до переліку населених пунктів, які потрібно перейменувати згідно із законом «Про засудження комуністичного та націонал-соціалістичного (нацистського) тоталітарних режимів в Україні та заборону пропаганди їхньої символіки».

## Населення
Згідно з переписом УРСР 1989 року чисельність наявного населення села становила 259 осіб, з яких 120 чоловіків та 139 жінок.
За переписом населення України 2001 року в селі мешкали 252 особи.

### Мова
Розподіл населення за рідною мовою за даними перепису 2001 року:
| Мова       | Відсоток |
| ---------- | -------- |
| молдовська | 67,06 %  |
| українська | 19,44 %  |
| російська  | 7,14 %   |
| болгарська | 1,59 %   |
| гагаузька  | 0,40 %   |
| інші       | 4,37 %   |